# Eurynome (mythologie)
In de Griekse mythologie waren er verschillende vrouwen met de naam Eurynome ("Gezag van veraf"):
- Een Oceanide, dochter van Oceanus en Tethys, en de vrouw van Ophion; zij voedde de Gratieën op.
- In Hesiodus' werken wordt de dochter van koning Nisus van Megara en de moeder van Bellerophon Eurynome genoemd.
- De dochter van Orchamus en moeder van Leucothoe, die door Helios bemind werd.
- De vrouw van Lycurgus van Arcadië en de moeder van Amphidamas, Epochus, Ancaeus en Iasus.
- De dochter van Iphitus en de moeder van Adrastus van Argos, bezwangerd door Hyginus.
- Een van de bedienden van Odysseus' vrouw Penelope in de Odyssee.